# Espatário

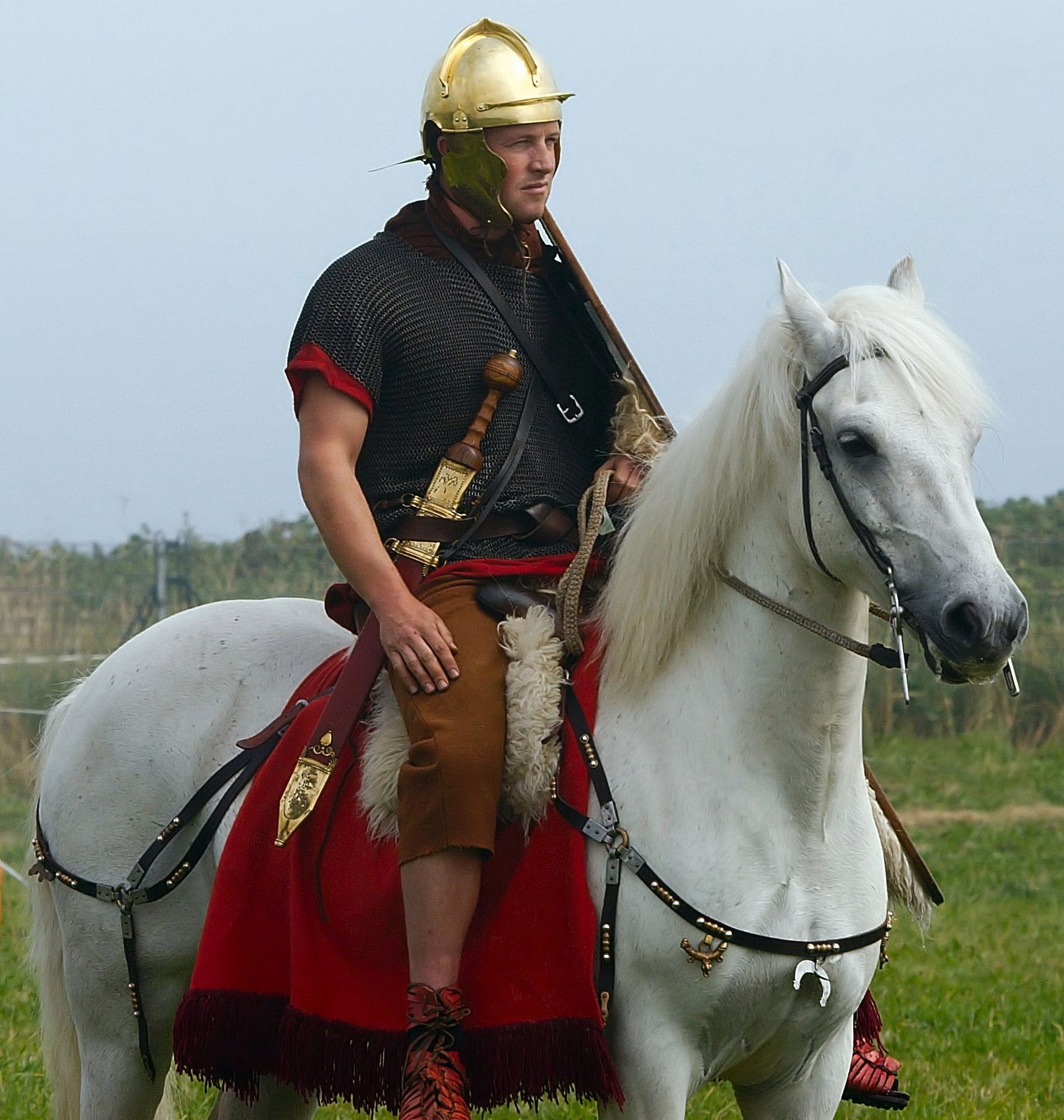
Cavaleiro espatário romano

Espatário (em latim: spatharius; em grego: σπαθάριος; romaniz.: Spatharios; "portador da espata"; plural: spatharii ou spatharioi) foi o título dado aos membros da guarda da corte de Constantinopla nos séculos V e VI que posteriormente tornou-se uma dignidade puramente honorífica no Império Bizantino.

## História
Originalmente, o termo provavelmente foi aplicado a seguranças privados e imperiais. Os originais espatários imperiais eram ou mais tarde tornaram-se também os eunucos cubiculários (em grego: koubikoularioi), membros do cubículo sagrado (sacrum cubiculum) com funções militares. Eles são atestados a partir do reinado do imperador Teodósio II (r. 408–450), onde o eunuco Crisáfio ocupou o cargo. A existência do específico título de espatarocubiculário (spatharokoubikoularios) para eunucos em 532 provavelmente sugere a existência até então de outro, não eunuco, espatários em serviço imperial. Os vários generais e governadores provinciais também mantiveram atendentes militares chamados espatários, enquanto que aqueles a serviço do imperador foram distinguidos como o prefixo "dos imperadores" (basilikoi). O líder dos espatários imperiais ostentava o título de protoespatário ("primeiro espatário"), que tornou-se uma dignidade separada provavelmente no final do século VII.
No início do século VIII, estes títulos tinham perdido suas conotações militares originais e tornaram-se títulos honoríficos. O título de espatário teve inicialmente uma classificação bastante elevada, tendo por exemplo, o imperador Justiniano II (r. 685–695) premiado seu amigo e futuro imperador Leão III, o Isauro (r. 717–741) com este título. Gradualmente perdeu sua importância, no entanto, no Cletorológio de 899 ocupava o sétimo mais alto título hierárquico para não eunucos, acima dos hípatos e espatarocandidatos. De acordo com o Cletorológio, a insígnia desta dignidade era uma espada de ouro empunhada. Ao mesmo tempo, o termo "espatário doméstico" (oikeiakos spatharios) designa uma guarda do oikos ("família, casa") imperial, como distinção dos espatários imperiais (basilikoi spatharioi) que agora eram os detentores da dignidade honorária. O termo deixou de ser usado neste contexto depois de cerca de 1075, e pelo período que Ana Comnena escreveu A Alexíada no início do século XII, o título espatários era completamente insignificante.